# Kiosque Peynet
Le kiosque Peynet est un kiosque à musique datant de 1862 situé dans le centre de la ville de Valence, dans le département de la Drôme. Il inspira à Raymond Peynet ses célèbres amoureux en 1942. Œuvre de l'architecte Eugène Poitoux, le kiosque est classé monument historique depuis 1982.

## Situation
Il se situe sur l'esplanade du Champ-de-Mars (face à la place Aristide-Briand ; dans la partie ouest du quartier du centre-ville), directement à l'est du parc Jouvet, au nord du lycée Émile-Loubet, à l'extrémité ouest de l'avenue de la Gare au bout de laquelle se trouve la gare de Valence-Ville à son extrémité est, et au sud du quartier du Vieux Valence. Il est dominé par les collines et les monts du département voisin de l'Ardèche, de l'autre côté du Rhône, et par les ruines du château de Crussol.

## Histoire

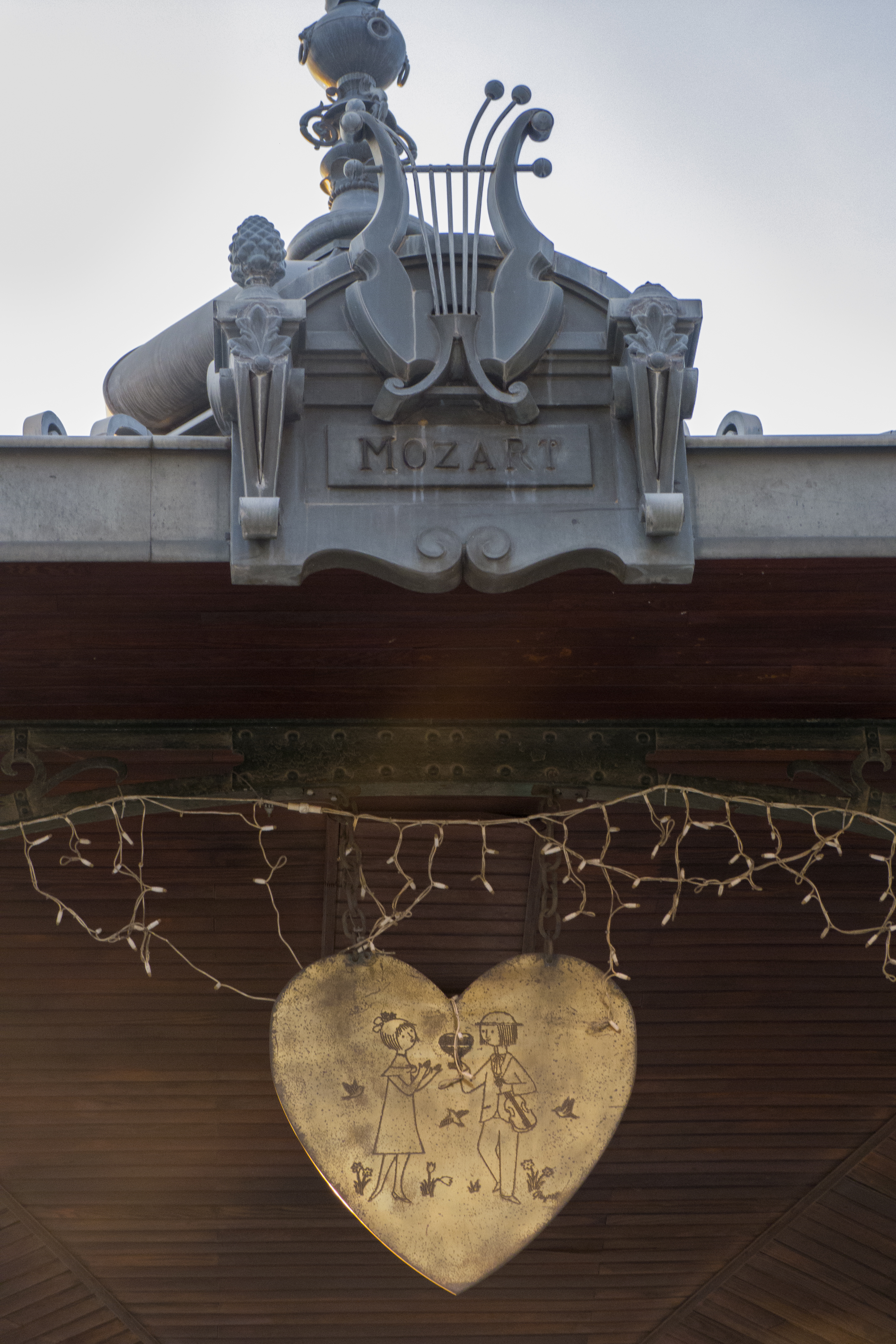
Les amoureux sont gravés sur un cœur en bronze qui orne le kiosque, côté place Aristide-Briand.

Le kiosque à musique du Champ de Mars date de 1862. Il est l’œuvre de l’architecte Eugène Poitoux (1859-1932), architecte des hospices civils et militaires de Valence, auteur également de la fontaine monumentale.
Il faut attendre 1942 et le passage du dessinateur Raymond Peynet (1908-1999) pour que le pavillon acquière sa renommée. Faisant étape à Valence, il immortalise le kiosque en y abritant les amours d'un jeune musicien et d'une frêle jeune fille.
Raymond Peynet raconte : « Assis sur un banc, j’ai dessiné le kiosque de Valence qui se trouvait devant moi, avec un petit violoniste qui jouait tout seul sur l’estrade et une petite femme qui l’écoutait et l’attendait. On voyait aussi tous les musiciens qui, ayant leurs instruments dans leurs étuis, s’en allaient du kiosque de Valence dans le parc ». 
Dans la légende le petit musicien disait : « Vous pouvez partir tranquille je terminerai tout seul ». Raymond Peynet nommera ce dessin qu’il a réalisé devant le kiosque de Valence : « La Symphonie inachevée ».
Max Favalelli, rédacteur en chef de la revue Ric et Rac, charmé par ce duo qui fut réalisé devant le kiosque de Valence, le rebaptisera « Les Amoureux de Peynet ».
Le couple des Amoureux de Peynet connaît un succès immédiat et fait très vite partie du patrimoine de l’imagerie populaire. La popularité des Amoureux de Peynet sera aussi soudaine que durable. Ces « amoureux » feront le tour du monde et orneront quantité d'objets. Raymond Peynet travaille dès lors sur un rythme plus que soutenu pour de nombreux journaux. Devenu célèbre, Peynet revient à Valence en avril 1966 pour baptiser le kiosque qui portera désormais son nom.
Dans les années 1970, la ville de Valence avait comme projet de détruire le kiosque pour une quelconque opération immobilière, mais un conseiller municipal s’opposa fermement à la démolition, faisant circuler une pétition pour sauver le kiosque.
Classé monument historique en 1982, l'édifice a été entièrement rénové dans sa version initiale de 1862. Avant 1999, un vaste parking défraîchi entourait le kiosque et couvrait la totalité de l'actuel Champ de Mars. En 2000, la ville de Valence entame les travaux de reconversion du champ de Mars, par l'enfouissement du parking et la transformation de l'esplanade en espace public parsemé d'arbres et de pelouses. Onze mois de travaux ont été nécessaires pour que les trois hectares qui entourent le kiosque redeviennent un lieu de promenade et de détente pour les piétons cachant un parc de stationnement souterrain. Désormais entouré de fontaines, l'ouvrage métallique a retrouvé toute sa splendeur.
Depuis 2017 le kiosque Peynet possède une marque à son effigie proposant aux admirateurs de multiples objets dérivés.
Sur le bandeau du toit du kiosque sont gravés les noms de quatre musiciens : Offenbach, Beethoven, Rossini et Mozart.

## Dans la culture populaire

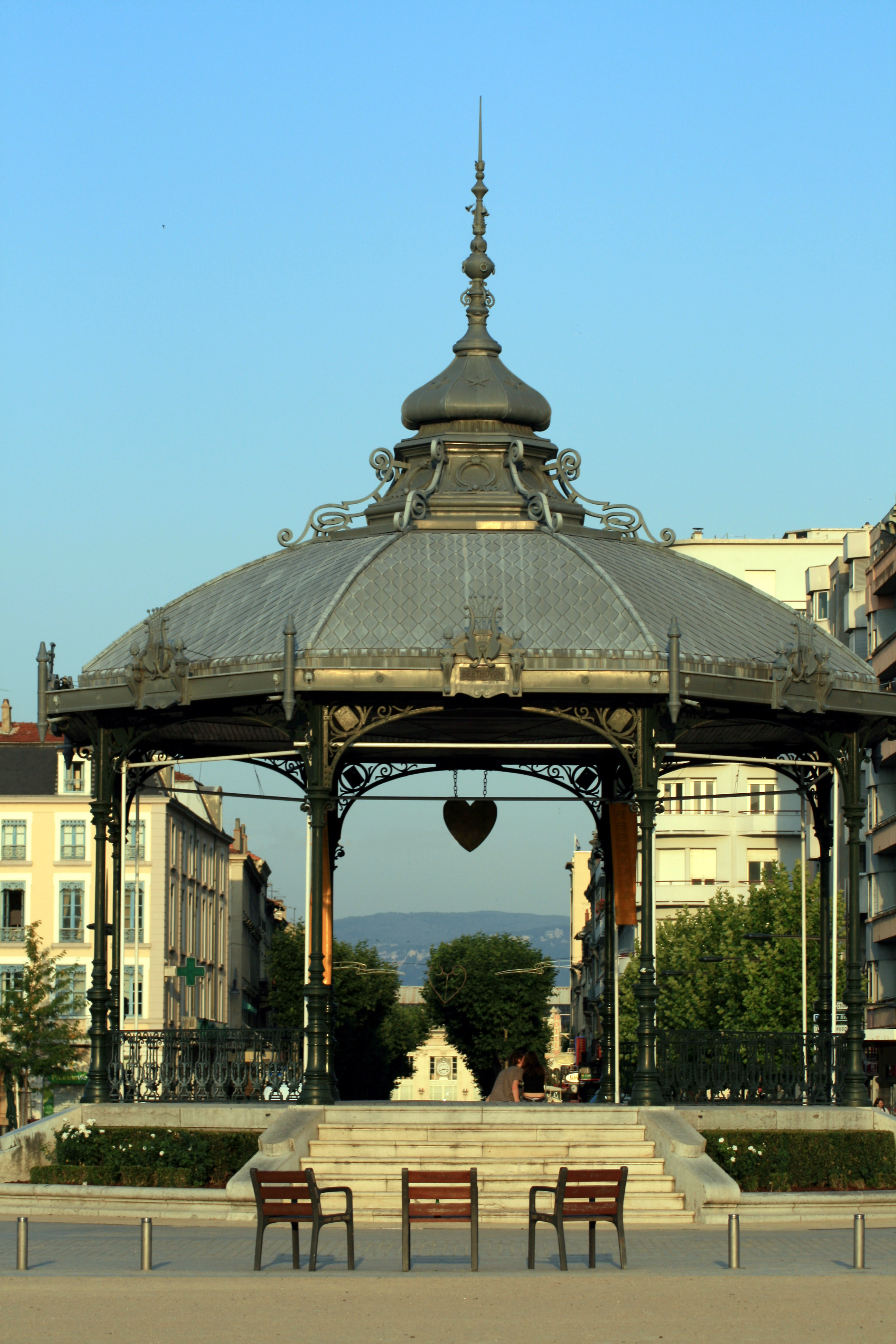
Le kiosque, côté Champ de Mars.

Les amoureux de Peynet ont inspiré la chanson Les amoureux des bancs publics de Georges Brassens. Ils ont été déclinés en timbres en 1985 en France, en oblitération à la poste de Saint-Valentin dans l’Indre chaque 14 février, en cartes postales, en poupées, en dessins, dans des livres, sur des médailles, en bijoux, sur des tasses et assiettes, en statues (telle celle élevée à Hiroshima au Japon).
Objet d’une quête inlassable de milliers de collectionneurs, le petit couple est célèbre aux quatre coins du monde. Le Japon possède deux musées Peynet (à Karuizawa et à Sakuto), tandis qu’à Hiroshima, la statue des Amoureux fait face au mémorial de la Bombe atomique. Il existe également deux musées consacrés au dessinateur en France, dont un à Antibes et un autre dans la petite commune de Brassac-les-Mines, dans le Puy-de-Dôme. Brassac-les-Mines, dont la mère de Peynet, Isabelle Bard était originaire possède également un kiosque à musique nommé kiosque Peynet.
Le timbre français de 1985, « La Saint-Valentin de Peynet », est de couleurs pastel. La scène champêtre représente un couple d’amoureux près d’une boîte à lettres en forme de cœur dans laquelle deux anges postent des enveloppes. En 2000, pour un timbre-hommage à l'illustrateur décédé, La Poste a repris cette fois-ci les deux personnages près d'un kiosque à musique.
On aperçoit également le kiosque dans le film Les Valseuses de Bertrand Blier en 1974.